# فتور
الفتور لغة :
مصدر فتر، ويُقال: فتر يفتر فتورًا وفُتارًا، أي: سكن بعد حدة، ولان بعد شدة، والفترة: الانكسار والضعف، وفَتـَـرَ الماءُ: سَكَن حَرُّه، و: جسمه فُتُورًا: لانَت مَفاصِله، وضَعُف. وأصل هذه المادة يَدُلُّ عَلَى ضَعْفٍ في الشَّيء.
والفتور اصطلاحًا: هو الكسل والتباطؤ والتراخي بعد الجد والنشاط والحيوية.

## النهي عن الفتور في القرآن
قال تعالى عن الملائكة (في سورة الأنبياء): ﴿يُسَبِّحُونَ اللَّيْلَ وَالنَّهَارَ لَا يَفْتُرُونَ ۝٢٠﴾ [الأنبياء:20]
أي: (بل هم يُسَبِّحُونَ الله- تعالى- ويحمدونه ويكبرونه. طوال الليل والنهار بدون فتور أو تراخ أو تقصير). 
- (لا يَفْتُـرُونَ) أي: لا يلحقهم الفتور والكلال.
قال تعالى عن موسى عليه السلام: ﴿اذْهَبْ أَنْتَ وَأَخُوكَ بِآيَاتِي وَلَا تَنِيَا فِي ذِكْرِي ۝٤٢ اذْهَبَا إِلَى فِرْعَوْنَ إِنَّهُ طَغَى ۝٤٣﴾ [طه:42–43]
(وقوله- سبحانه- وَلا تَنِيا فعل مضارع مصدره الونى- بفتح الواو وسكون النون- بمعنى الضعف والفتور والتراخي في الأمر. ويقال: ونى فلان في الأمر ينى ونيا- كوعد يعد وعدا- إذا ضعف وتراخى في فعله.)
والمراد بالآية: (أي: لا تنسياني ولا أزال منكما على ذكر حيثما تقلبتما، واتخذا ذكري جناحًا تصيران به مستمدين بذلك العون والتأييد مني، معتقدين أن أمرًا من الأمور لا يتمشى لأحد إلا بذكري.
فالآية الكريمة تدعو موسى وهارون، كما تدعو كل مسلم في كل زمان ومكان إلى المداومة على ذكر الله- تعالى- في كل موطن، بقوة لا ضعف معها وبعزيمة صادقة لا فتور فيها ولا كلال.
- وعاتب الله المؤمنين في التثاقل عن واجب الجهاد والفتور فيه،

قال تعالى (في سورة التوبة):
﴿يَا أَيُّهَا الَّذِينَ آمَنُوا مَا لَكُمْ إِذَا قِيلَ لَكُمُ انْفِرُوا فِي سَبِيلِ اللَّهِ اثَّاقَلْتُمْ إِلَى الْأَرْضِ أَرَضِيتُمْ بِالْحَيَاةِ الدُّنْيَا مِنَ الْآخِرَةِ فَمَا مَتَاعُ الْحَيَاةِ الدُّنْيَا فِي الْآخِرَةِ إِلَّا قَلِيلٌ ۝٣٨﴾ [التوبة:38]
قال الطاهر بن عاشور في تفسيرها: («يَا أَيُّهَا الَّذِينَ آمَنُوا» ألا تعملون بمقتضى الإيمان، وداعي اليقين من المبادرة لأمر اللّه، والمسارعة إلى رضاه، وجهاد أعدائه والنصرة لدينكم، فـ «مَا لَكُمْ إِذَا قِيلَ لَكُمُ انْفِرُوا فِي سَبِيلِ اللَّهِ اثَّاقَلْتُمْ إِلَى الْأَرْضِ» أي: تكاسلتم، وملتم إلى الأرض والدعة والسكون فيها.
«أَرَضِيتُمْ بِالْحَيَاةِ الدُّنْيَا مِنَ الْآخِرَةِ» أي: ما حالكم إلا حال من رضي بالدنيا وسعى لها ولم يبال بالآخرة، فكأنه ما آمن بها.
«فَمَا مَتَاعُ الْحَيَاةِ الدُّنْيَا» التي مالت بكم، وقدمتموها على الآخرة «إِلَّا قَلِيلٌ» أفليس قد جعل اللّه لكم عقولا تَزِنُون بها الأمور، وأيها أحق بالإيثار؟.
أفليست الدنيا ـ من أولها إلى آخرها ـ لا نسبة لها في الآخرة. فما مقدار عمر الإنسان القصير جدا من الدنيا حتى يجعله الغاية التي لا غاية وراءها، فيجعل سعيه وكده وهمه وإرادته لا يتعدى حياته الدنيا القصيرة المملوءة بالأكدار، المشحونة بالأخطار ).

## النهي عن الفتور في السنة
عن أنس بن مالك ، قال: قال رسول الله ﷺ لأبي طلحة:
((التمس لنا غلامًا من غلمانكم يخدمني. فخرج بي أبو طلحة يردفني وراءه، فكنت أخدم رسول الله ﷺ كلما نزل، فكنت أسمعه يكثر أن يقول: اللهم إني أعوذ بك من الهم، والحزن، والعجز، والكسل، والبخل، والجبن، وضلع الدين، وغلبة الرجال)).
قال ابن بطال: (الاستعاذة من العجز والكسل؛ لأنَّهما يمنعان العبد من أداء حقوق الله، وحقوق نفسه، وأهله، وتضييع النظر في أمر معاده، وأمر دنياه، وقد أمر المؤمن بالاجتهاد في العمل، والإجمال في الطلب، ولا يكون عالةً، ولا عيالًا على غيره، ما متِّع بصحة جوارحه وعقله).
وقال الكلاباذي: (الكسل: فتور في الإنسان عن الواجبات، فإنَّ الفتور إذا كان في الفضول وما لا ينبغي فليس بكسل، بل هو عصمة، وإذا كان في الواجبات فهو كسل، وهو الثقل، والفتور عن القيام بالواجب، وهو الخذلان، قال الله تعالى:﴿وَلَوْ أَرَادُوا الْخُرُوجَ لَأَعَدُّوا لَهُ عُدَّةً وَلَكِنْ كَرِهَ اللَّهُ انْبِعَاثَهُمْ فَثَبَّطَهُمْ وَقِيلَ اقْعُدُوا مَعَ الْقَاعِدِينَ ۝٤٦﴾ [التوبة:46] وعاتب الله المؤمنين في التثاقل عن الواجب، والفتور فيه، فقال سبحانه: ﴿يَا أَيُّهَا الَّذِينَ آمَنُوا مَا لَكُمْ إِذَا قِيلَ لَكُمُ انْفِرُوا فِي سَبِيلِ اللَّهِ اثَّاقَلْتُمْ إِلَى الْأَرْضِ أَرَضِيتُمْ بِالْحَيَاةِ الدُّنْيَا مِنَ الْآخِرَةِ فَمَا مَتَاعُ الْحَيَاةِ الدُّنْيَا فِي الْآخِرَةِ إِلَّا قَلِيلٌ ۝٣٨﴾ [التوبة:38].
و ((الهرم)): فتور من ضعف يحل بالإنسان، فلا يكون به نهوض، ففتور الهرم فتور عجز، وفتور الكسل فتور تثبيط وتأخير، فاستعاذ النَّبي ﷺ عن الفتور في أداء الحقوق، والقيام بواجب الحق من الوجهين جميعًا، من جهة عجز ضرورة، وحرمان منها، مع الإمكان).
عن أنس بن مالك ، قال: ((دخل رسول الله ﷺ المسجد، وحبل ممدود بين ساريتين، فقال: ما هذا؟ قالوا: لزينب تصلي، فإذا كسلت، أو فترت أمسكت به، فقال: حلوه، ليصل أحدكم نشاطه، فإذا كسل، أو فتر قعد)).
قال النووي: (فيه الحث على الاقتصاد في العبادة، والنهي عن التعمق، والأمر بالإقبال عليها بنشاط، وأنَّه إذا فتر فليقعد حتى يذهب الفتور).
عن عبد الله بن عمرو بن العاص  قال: ((قال لي رسول الله ﷺ: يا عبد الله لا تكن مثل فلان كان يقوم الليل فترك قيام الليل)).
قال المباركفوري: معنى قوله: ((كان يقوم الليل)). يعني غالبه أو كله. ((فترك قيام الليل)). أصلًا حين ثقل عليه، أي: فلا تزد أنت في القيام أيضًا، فإنَّه يؤدي إلى تركه رأسًا.
قال السندي: يريد أنَّ الإكثار في قيام الليل قد يؤدي إلى تركه رأسًا، كما فعل فلان، فلا تفعل أنت ذاك، بل خذ فيه التوسط والقصد أي: لأنَّ التشديد في العبادة قد يؤدي إلى تركها وهو مذموم. وقال في اللمعات: فيه تنبيه على منعه من كثرة قيام الليل والإفراط فيه، بحيث يورث الملالة والسآمة).
وعن عبد الله بن عمرو بن العاص  قال: قال رسول الله ﷺ: ((لكلِّ عمل شِرَّة، ولكلِّ شِرَّة فَتْرة، فمن كانت فَتْرته إلى سنَّتي، فقد أفلح، ومن كانت إلى غير ذلك، فقد هلك)).
قال ابن تيمية: (إنَّ من الناس من يكون له شدة، ونشاط، وحدة، واجتهاد عظيم في العبادة، ثم لابد من فتور في ذلك.
```
وهم في الفترة نوعان: منهم: من يلزم السنة فلا يترك ما أمر به، ولا يفعل ما نهي عنه، بل يلزم عبادة الله إلى الممات، ومنهم: من يخرج إلى 
بدعة
 في دينه، أو 
فجور
 في دنياه، حتى يشير إليه الناس، فيقال: هذا كان مجتهدًا في الدين ثم صار كذا وكذا، فهذا مما يخاف على من بدل عن العبادات الشرعية إلى الزيادات البدعية).
[
15
]
```

## أقوال في الفتور
| « | قال عمر بن الخطاب : (إنَّ لهذه القلوب إقبالًا وإدبارًا. فإذا أقبلت فخذوها بالنوافل، وإن أدبرت فألزموها الفرائض). | » |

| « | وقال أيضًا: (المدح هو الذبح؛ وذلك لأن المذبوح هو الذي يفتر عن العمل، فكذلك الممدوح؛ لأنَّ المدح يوجب الفتور، ويورث الكبر والعجب). | » |

| « | قال عبد الله بن مسعود : (لا تغالبوا هذا الليل، فإنَّكم لن تطيقوه، فإذا نعس أحدكم فلينصرف إلى فراشه؛ فإنه أسلم له) . | » |

| « | قال بعض السلف: (العمل على المخافة قد يغيره الرجاء، والعمل على المحبة لا يدخله الفتور). | » |

## أنواع الفتور[19]
- فتور عام في جميع الطاعات:

مع كره لها، وعدم رغبة فيها، وهذه حال المنافقين، حيث يقول تعالى فيهم: ((إِنَّ الْمُنَافِقِينَ يُخَادِعُونَ اللّهَ وَهُوَ خَادِعُهُمْ وَإِذَا قَامُواْ إِلَى الصَّلاَةِ قَامُواْ كُسَالَى يُرَآؤُونَ النَّاسَ وَلاَ يَذْكُرُونَ اللّهَ إِلاَّ قَلِيلاً))[النساء: 142].
- كسل وفتور في بعض الطاعات:

يصاحبه عدم رغبة فيها دون كره لها، أو ضعف في الرغبة مع وجودها.وهذه حال كثير من فساق المسلمين، وأصحاب الشهوات. وهذان القسمان سببهما مرض في القلب، ويقوى هذا المرض ويضعف بحسب حال صاحبه.
- كسل وفتور عام لكن سببه جسدي لا قلبي:

فتجد عنده الرغبة في العبادة، والمحبة للقيام بها، وقد يحزن إذا فاتته، ولكنه مستمر في كسله وفتوره، فقد تمر عليه الليالي وهو يريد قيام الليل، ولكنه لا يفعل مع استيقاظه وانتباهه.
- كسل وفتور عارض:

يشعر به الإنسان بين حين وآخر، ولكنه لا يستمر معه، ولا تطول مدته، ولا يوقع في معصية.

## من مظاهر الفتور
1-قسوة القلب:
قال تعالى (في سورة الزمر): ﴿خَالِدِينَ فِيهَا أَبَدًا إِنَّ اللَّهَ عِنْدَهُ أَجْرٌ عَظِيمٌ ۝٢٢ يَا أَيُّهَا الَّذِينَ آمَنُوا لَا تَتَّخِذُوا آبَاءَكُمْ وَإِخْوَانَكُمْ أَوْلِيَاءَ إِنِ اسْتَحَبُّوا الْكُفْرَ عَلَى الْإِيمَانِ وَمَنْ يَتَوَلَّهُمْ مِنْكُمْ فَأُولَئِكَ هُمُ الظَّالِمُونَ ۝٢٣﴾ [التوبة:22–23]
قال السعدي في قول سبحانه: ((فَوَيْلٌ لِّلْقَاسِيَةِ قُلُوبُهُم مِّن ذِكْرِ اللَّهِ)): (يعني لا تلين لكتابه، ولا تتذكر آياته، ولا تطمئن بذكره، بل هي مُعرضة عن ربها، ملتفتة إلى غيره، فهؤلاء لهم الويل الشديد.
وقال مالك بن دينار: (أربع من علم الشقاوة: قسوة القلب، وجمود العين، وطول الأمل، والحرص على الدنيا).
2-التكاسل عن الطاعة:
قال تعالى (في سورة النساء):﴿إِنَّ الْمُنَافِقِينَ يُخَادِعُونَ اللَّهَ وَهُوَ خَادِعُهُمْ وَإِذَا قَامُوا إِلَى الصَّلَاةِ قَامُوا كُسَالَى يُرَاءُونَ النَّاسَ وَلَا يَذْكُرُونَ اللَّهَ إِلَّا قَلِيلًا ۝١٤٢﴾ [النساء:142]
3-الابتعاد عن الجليس الصالح:
قال ﷺ فقال: ((مثل الجليس الصالح والسوء، كحامل المسك ونافخ الكير؛ فحامل المسك إمَّا أن يحذيك، وإمَّا أن تبتاع منه، وإمَّا أن تجد منه ريحًا طيِّبة، ونافخ الكير إمَّا أن يحرق ثيابك، وإمَّا أن تجد ريحًا خبيثة)).
4-ضياع الوقت وعدم الإفادة منه
5-الفوضوية والتخبط في العمل:(وخداع النفس بالانشغال وهو فارغ، وبالعمل وهو عاطل، ينشغل في جزئيات لا قيمة لها، ولا أثر يذكر، ليس لها أصل في الكتاب أو السنة، وإنما هي أعمال يقنع نفسه بجدواها، ومشاريع وهمية لا تسمن ولا تغني من جوع).
6-عدم الاستعداد للالتزام بشيء، والتهرب من كل عمل جدِّي:
(مما يلحق بهذا الباب أنَّك تجد هذا الفاتر أصبح يعيش بلا هدف، أو غاية سامية، فهبطت اهتماماته، وسفلت غاياته، وذلت مطامحه ومآربه. وتبعًا لذلك فلا قضايا المسلمين تشغله، ولا مصائبهم تحزنه، ولا شئونهم تعنيه، وإن حدث شيء من ذلك فعاطفة سرعان ما تبرد وتخمد ثم تزول).

## أسباب الفتور
1-التشدُّد في العبادة:
المؤمن ينبغي أن يقوم بما يطيقه من العبادة حتى لا يصاب بالملل والفتور، فعن عبد الله بن عمرو بن العاص، ، قال: (قال لي رسول الله ﷺ: يا عبد الله، ألم أخبر أنَّك تصوم النهار، وتقوم الليل؟ فقلت: بلى يا رسول الله، قال: فلا تفعل، صم وأفطر، وقم ونم، فإنَّ لجسدك عليك حقًّا، وإنَّ لعينك عليك حقًا، وإنَّ لزوجك عليك حقًّا، وإنَّ لزورك عليك حقًّا، وإنَّ بحسبك أن تصوم كل شهر ثلاثة أيَّام، فإنَّ لك بكل حسنة عشر أمثالها، فإنَّ ذلك صيام الدهر كله، فشددت فشدد عليَّ، قلت: يا رسول الله، إني أجد قوة، قال: فصم صيام نبي الله داود عليه السلام ولا تزد عليه، قلت: وما كان صيام نبي الله داود عليه السلام، قال: نصف الدهر. فكان عبد الله يقول بعد ما كبر: يا ليتني قبلت رخصة النَّبيﷺ).
2-الغفلة عن ذكر الله:
قال ابن القيم: (فمن كانت الغفلة أغلب أوقاته، كان الصدأ متراكبًا على قلبه، وصدأه بحسب غفلته، وإذا صدئ القلب لم تنطبع فيه صور المعلومات على ما هي عليه، فيرى الباطل في صورة الحق، والحق في صورة الباطل؛ لأنه لـمَّا تراكم عليه الصدأ أظلم، فلم تظهر فيه صورة الحقائق كما هي عليه، فإذا تراكم عليه الصدأ، واسود، وركبه الران فسد تصوره وإدراكه، فلا يَقبل حقًّا، ولا ينكر باطلًا، وهذا أعظم عقوبات القلب، وأصل ذلك من الغفلة واتباع الهوى، فإنَّهما يطمسان نور القلب، ويعميان بصره).
3-الاقتداء بالأشخاص والتعلق الخاطئ بهم:
فقد يتعلق الفرد بشخص يعتبره قدوة، فإن زلَّ زلَّ معه، والحي لا تُؤمن عليه الفتنة، ولا هو معصوم من الخطأ، يقول عبد الله بن مسعود : (من كان منكم مستنًّا، فليستنَّ بمن مات، أولئك أصحاب محمد كانوا خير هذه الأمة، أبرَّها قلوبًا، وأعمقها علمًا، وأقلها تكلفًا، قوم اختارهم الله لصحبة نبيه، ونقل دينه، فتشبهوا بأخلاقهم وطرائقهم، فهم أصحاب محمد كانوا على الهدي المستقيم).
4-التعلق بالدنيا وزينتها:

التعلق بالدنيا والغرور بملاذها، يعتبر من أعظم أسباب الفتور، 
قال سبحانه (في سورة لقمان): ﴿يَا أَيُّهَا النَّاسُ اتَّقُوا رَبَّكُمْ وَاخْشَوْا يَوْمًا لَا يَجْزِي وَالِدٌ عَنْ وَلَدِهِ وَلَا مَوْلُودٌ هُوَ جَازٍ عَنْ وَالِدِهِ شَيْئًا إِنَّ وَعْدَ اللَّهِ حَقٌّ فَلَا تَغُرَّنَّكُمُ الْحَيَاةُ الدُّنْيَا وَلَا يَغُرَّنَّكُمْ بِاللَّهِ الْغَرُورُ ۝٣٣﴾ [لقمان:33]
وقال ﷺ: ((من كانت الدنيا همه، فرَّق الله عليه أمره، وجعل فقره بين عينيه، ولم يأته من الدنيا إلا ما كتبه الله له)).

## عواقب الفتور[19]
- فوات المصالح الدينية، والدنيوية.
- التعرض للأزمات النفسيَّة، والاجتماعيَّة.
- قد يؤدي به إلى ترك بعض الفرائض.
- تأثر من حوله به، وخاصة إذا كان قدوةً لغيره.
- قد يؤدي لقسوة القلب.